# Megachile nidulator
Megachile nidulator är en biart som beskrevs av Smith 1864. Megachile nidulator ingår i släktet tapetserarbin, och familjen buksamlarbin. Inga underarter finns listade i Catalogue of Life.